# Living Proof
Living Proof – album studyjny amerykańskiej piosenkarki i aktorki Cher. Został wydany w Europie w listopadzie 2001, a w Stanach Zjednoczonych w lutym 2002 przez Warner Bros. i Warner Music Group. 
Album zadebiutował na 9 miejscu w notowaniu Billboard 200, dzięki łącznej sprzedaży 82 tysięcy kopii w ciągu tygodnia od premiery. W Polsce krążek osiągnął 30 pozycję w notowaniu OLiS. Łączna sprzedaż albumu na całym świecie przekroczyła 1 milion egzemplarzy.
W ramach promocji albumu, Cher pojawiła się w wielu telewizyjnych programach oraz rozpoczęła trasę koncertową Living Proof: The Farewell Tour, która stała się najdłużej trwającą trasą koncertową w Ameryce Północnej oraz najbardziej dochodową trasą solową, zarabiając około 260 milionów dolarów.
W 2002 roku koncerty w American Airlines Arena w Miami zostały nakręcone na potrzeby nadchodzącego programu telewizyjnego, który został wyemitowany podczas Święta Dziękczynienia. Koncert specjalny pojawił się w telewizji NBC i przyciągnął blisko 17 milionów widzów. Występ został wydany później na płycie DVD, która znalazła ponad 400 tysięcy nabywców. Nagranie z koncertu zyskało kolejne uznanie, zdobywając trzy nagrody Primetime Emmy.

## Lista utworów
1. "The Music's No Good Without You" − 4:42
2. "Alive Again" − 4:19
3. "(This Is) A Song for the Lonely" − 4:01
4. "A Different Kind of Love Song" − 3:51
5. "Rain, Rain" − 3:34
6. "Love So High" − 4:33
7. "Body to Body, Heart to Heart" − 3:58
8. "Love Is a Lonely Place Without You" − 3:53
9. "Real Love" − 3:54
10. "Love One Another" − 3:44
11. "You Take It All" − 4:53
12. "When the Money's Gone" − 3:44
13. "The Look"(utwór bonusowy w Japonii) − 4:24

## Notowania i certyfikaty
| Lista przebojów (2001–02)          | Najwyższa pozycja |
| ---------------------------------- | ----------------- |
| Australia (ARIA Charts)            | 68                |
| Austria (Ö3 Austria Top 40)        | 19                |
| Dania (Album Top-40)               | 38                |
| Francja (SNEP)                     | 53                |
| Hiszpania (PROMUSICAE)             | 17                |
| Kanada (Billboard Canadian Albums) | 64                |
| Niemcy (Media Control Charts)      | 13                |
| Nowa Zelandia (Recorded Music NZ)  | 26                |
| Polska (OLiS)                      | 30                |
| Stany Zjednoczone (Billboard 200)  | 9                 |
| Szwajcaria (Alben Top 100)         | 16                |
| Szwecja (Sverigetopplistan)        | 29                |
| Węgry (MAHASZ)                     | 11                |
| Wielka Brytania (OCC)              | 46                |
| Włochy (FIMI)                      | 27                |

| Kraj                     | Certyfikat      | Sprzedaż |
| ------------------------ | --------------- | -------- |
| Dania (IFPI)             | Złota płyta     | 10 000+  |
| Hiszpania PROMUSICAE     | Platynowa płyta | 100 000+ |
| Niemcy (BVMI)            | Złota płyta     | 150 000+ |
| Stany Zjednoczone (RIAA) | Złota płyta     | 520 000+ |
| Szwajcaria (IFPI)        | Złota płyta     | 20 000+  |
| Szwecja (GLF)            | Złota płyta     | 40 000+  |
| Wielka Brytania (BPI)    | Złota płyta     | 100 000+ |